# Barrage de Seyitler
Le barrage de Seyitler est un barrage en Turquie.

## Sources
- (en) www.dsi.gov.tr/tricold/seyitler.htm Site de l'agence gouvernementale turque des travaux hydrauliques